# Probezzia concinna
Probezzia concinna är en tvåvingeart som först beskrevs av Johann Wilhelm Meigen 1818.  Probezzia concinna ingår i släktet Probezzia och familjen svidknott. Inga underarter finns listade i Catalogue of Life.